# Armand Carrel
Armand Carrel (Rouen, 8 maggio 1800 – Saint-Mandé, 24 luglio 1836) è stato uno scrittore e giornalista francese.
Carrel fu ai suoi tempi un celebre giornalista repubblicano parigino; grande amico di Paul Louis Courier, del quale dopo la sua morte pubblicò l'intera opera, così contribuendone alla  rapida fama in tutta Europa. Carrel, nel 1836, sfidò a duello Émile de Girardin, direttore del quotidiano parigino La Presse, reo di essere stato il primo direttore nella storia della stampa ad aver dedicato un'intera pagina alle inserzioni pubblicitarie (la cosiddetta "quarta pagina"): Carrel perse la vita.

## Altri progetti

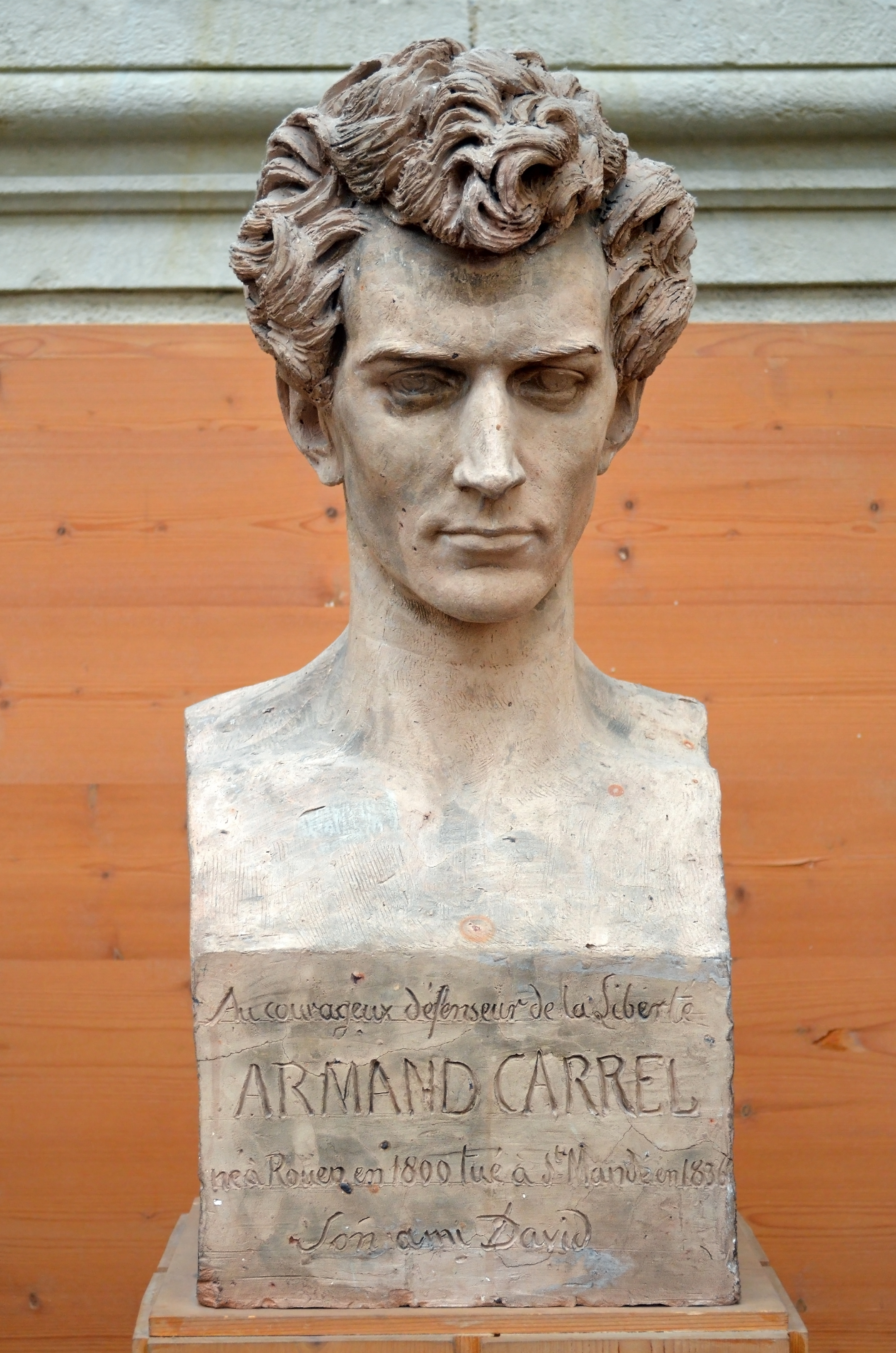
Armand Carrel, David d'Angers (1838).